# Luthereiche Ditterke
Die Luthereiche Ditterke in Ditterke wurde im Jahr 1883 vor der früheren Schule des Dorfes gepflanzt. Das Dorf gehört heute zur Stadt Gehrden (Region Hannover). 
Als Naturdenkmal wird die Eiche unter der Nummer ND-H 164 geführt. Die Luthereiche Ditterke ist gleichzeitig ein nach dem Niedersächsischen Denkmalschutzgesetz geschütztes Einzeldenkmal. Nach seiner Art gehört der Baum zu den Stieleichen (Quercus robur) und steht auf dem früheren Schulhof südlich der Bundesstraße 65 im älteren Teil des Dorfes, in dem noch  eine Reihe von Fachwerkhäusern erhalten ist, darunter die frühere Schule. Diese frühere Dorfschule ist heute ein Baudenkmal.
Der Landkreis Hannover hatte den Baum im Jahr 1988 unter der Nummer ND-H 164 unter Schutz gestellt. Die nach dem Niedersächsischen Kommunalverfassungsgesetz inzwischen für die Aufgaben der unteren Naturschutzbehörde zuständige Region Hannover ordnete die Naturdenkmale für ihr Gebiet im Jahr 2010 neu, hob die bisherigen Verordnungen der Kommunen und Landkreise auf, erließ für die meisten der bisherigen Naturdenkmale eine neue (Sammel-)Verordnung und begründete die Unterschutzstellung dieses Baumes in der neuen Verordnung mit dieser Beschreibung:
Ca. 25 m hohe Stieleiche.
und nannte als Schutzzweck
Die mächtige, mindestens 100-jährige Eiche ist wegen ihrer Größe, Eigenart und Schönheit zu erhalten.
Den Standort beschreibt die Verordnung:
An der B 65,
nennt als Flurdaten
Gehrden Ditterke, Flur 3, Flurstück 108/2
und verwendet die Bezeichnung:
Eiche in Ditterke.

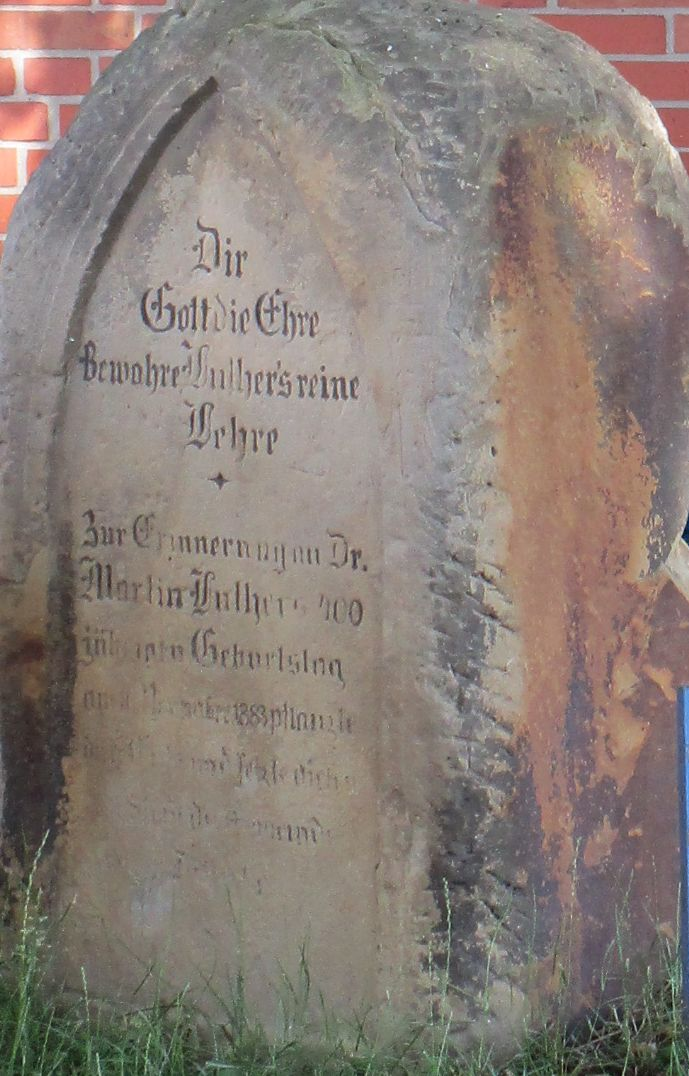
Gedenkstein neben der Luthereiche Ditterke

Im Frühjahr 2021 bietet sich dieses Bild: Der Baum ist nicht erkennbar baumpflegerisch behandelt. Neben dem Baum erinnert ein zeitgenössischer Stein mit seiner eingemeißelten Schrift an Pflanzung und Anlass: Dir Gott die Ehre. Bewahre Luthers reine Lehre. Zur Erinnerung an Martin Luthers 400jährigen Geburtstag am 10. November 1883 pflanzte diese Eiche und setzte diesen Stein die Gemeinde Ditterke.
Zahlreiche Luthereichen wurden in Deutschlands evangelisch-lutherisch geprägten Regionen aus Anlass des 400. Geburtstags von Martin Luther (1483–1546) gepflanzt.